# Erigone allani
Erigone allani är en spindelart som beskrevs av Chamberlin och Ivie 1947. Erigone allani ingår i släktet Erigone och familjen täckvävarspindlar.
Artens utbredningsområde är Alaska. Inga underarter finns listade i Catalogue of Life.